# 北京地下鉄DKZ53型電車
北京地下鉄DKZ53型電車（ペキンちかてつDKZ53がたでんしゃ）は、北京地下鉄14号線で運転されている電車。

## 概要
DKZ53型電車は長春軌道客車股份有限公司で38編成（228両）生産され、2013年5月5日より、北京地下鉄14号線の開業と共に運転開始された。

## 編成
両端の先頭車が制御車、中間車4両が電動車、MT比4M2Tの6両編成である。
| 1 Tc1 制御車 2XXTc1 | 2 Mp1 パンタグラフ付き動力車 2XXMp1 | 3 M1 動力車 2XXM1 | 4 M2 動力車 2XXM2 | 5 Mp2 パンタグラフ付き動力車 2XXMp2 | 6 Tc2 制御車 2XXTc2 |
| ------------------- | ----------------------------------- | ----------------- | ----------------- | ----------------------------------- | ------------------- |

| スタブアイコン | サブスタブ | この項目は、まだ閲覧者の調べものの参照としては役立たない、鉄道に関連した書きかけの項目です。この項目を加筆・訂正などしてくださる協力者を求めています（P:鉄道/PJ:鉄道）。 |